# San Pedro (Guayaquil)
El Barrio San Pedro es un barrio que se encuentra en el centro de la ciudad de Guayaquil, Ecuador. Inicialmente fue ubicado en el sector Sabana Grande, al norte de la ciudad y luego reubicado en 1961 por orden de la Junta de Beneficencia de Guayaquil.

## Historia
Es un barrio tradicional de Guayaquil que se formó en tiempos de la colonia por habitantes de la Península de Santa Elena que huían de la sequía, por lo cual el gobernador de la provincia Ramón García de León y Pizarro les permitió establecerse en Sabana Grande. Ya en la república, en el año de 1961, la Junta de Beneficencia de Guayaquil adquiere los terrenos de la Hacienda Atarazana, provocando que sus habitantes sean reubicados en las faldas del cerro San Eduardo, en donde, con ayuda del padre José Gómez Izquierdo y del presidente de la República Jaime Roldós Aguilera, consiguen su legalización.